# Rubel

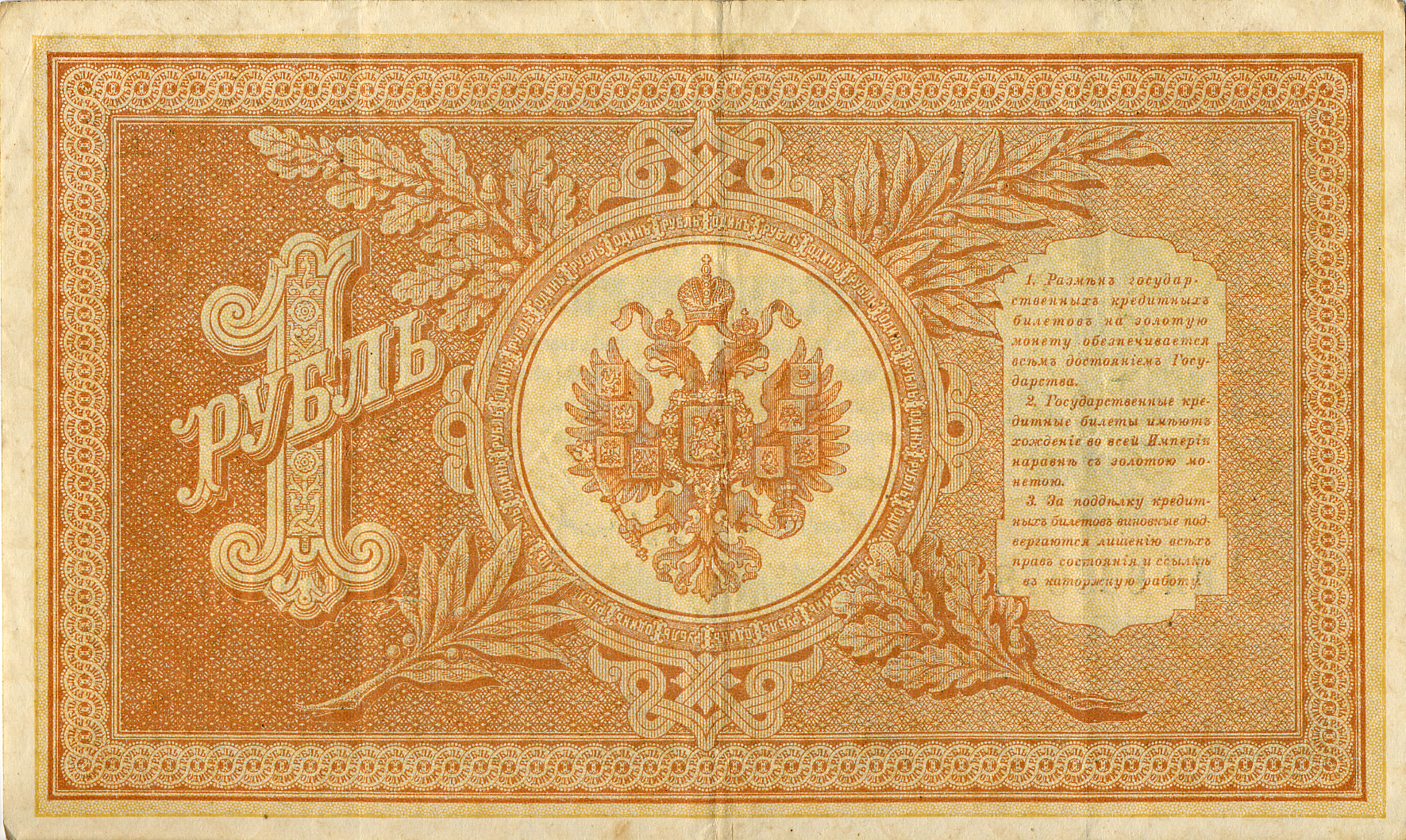
Carski banknot jednorublowy, 1898

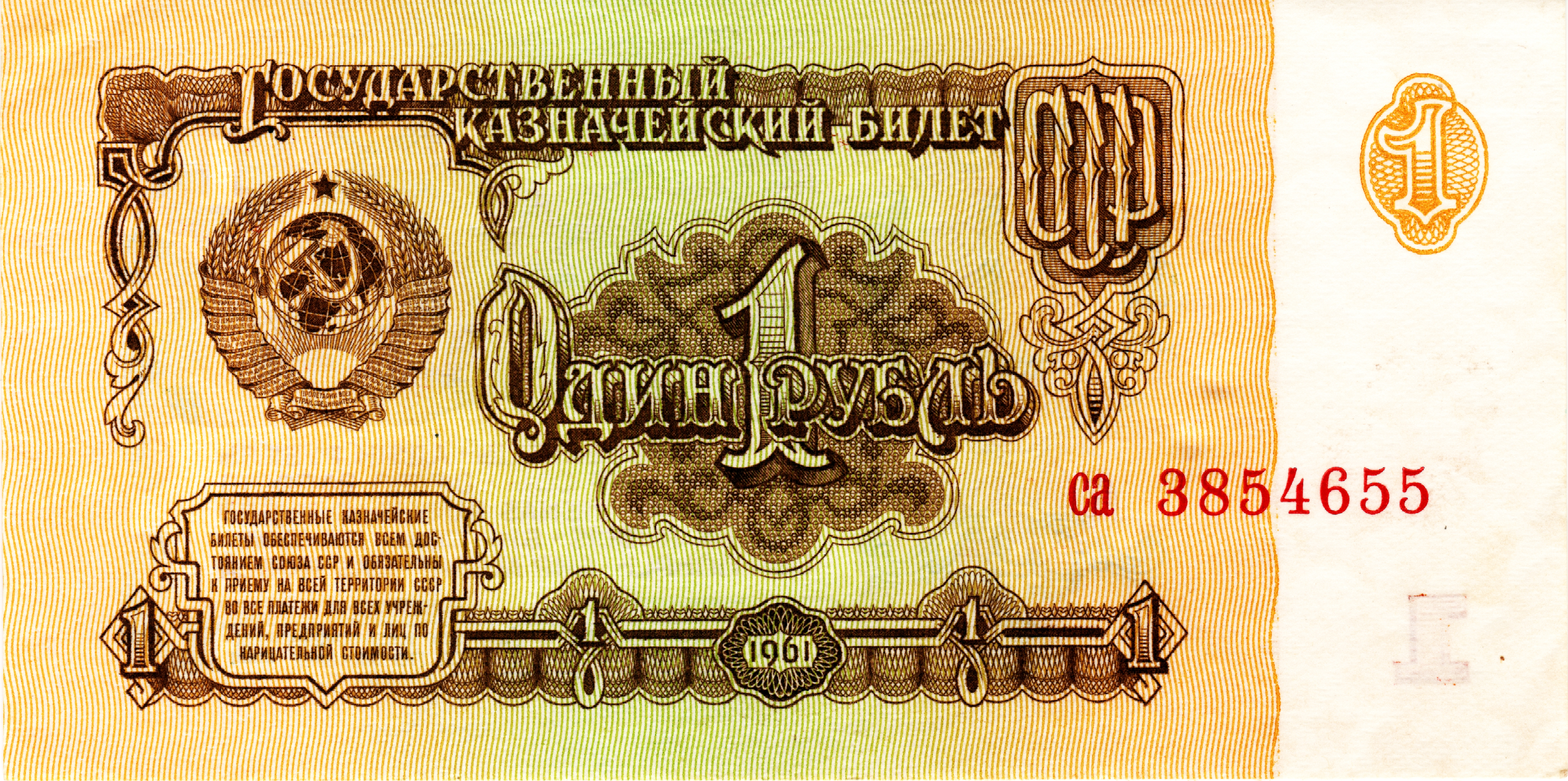
Radziecki banknot jednorublowy, 1961

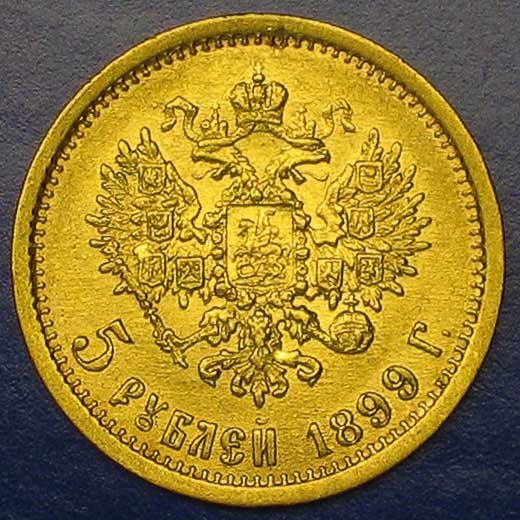
Carska moneta pięciorublowa, 1899

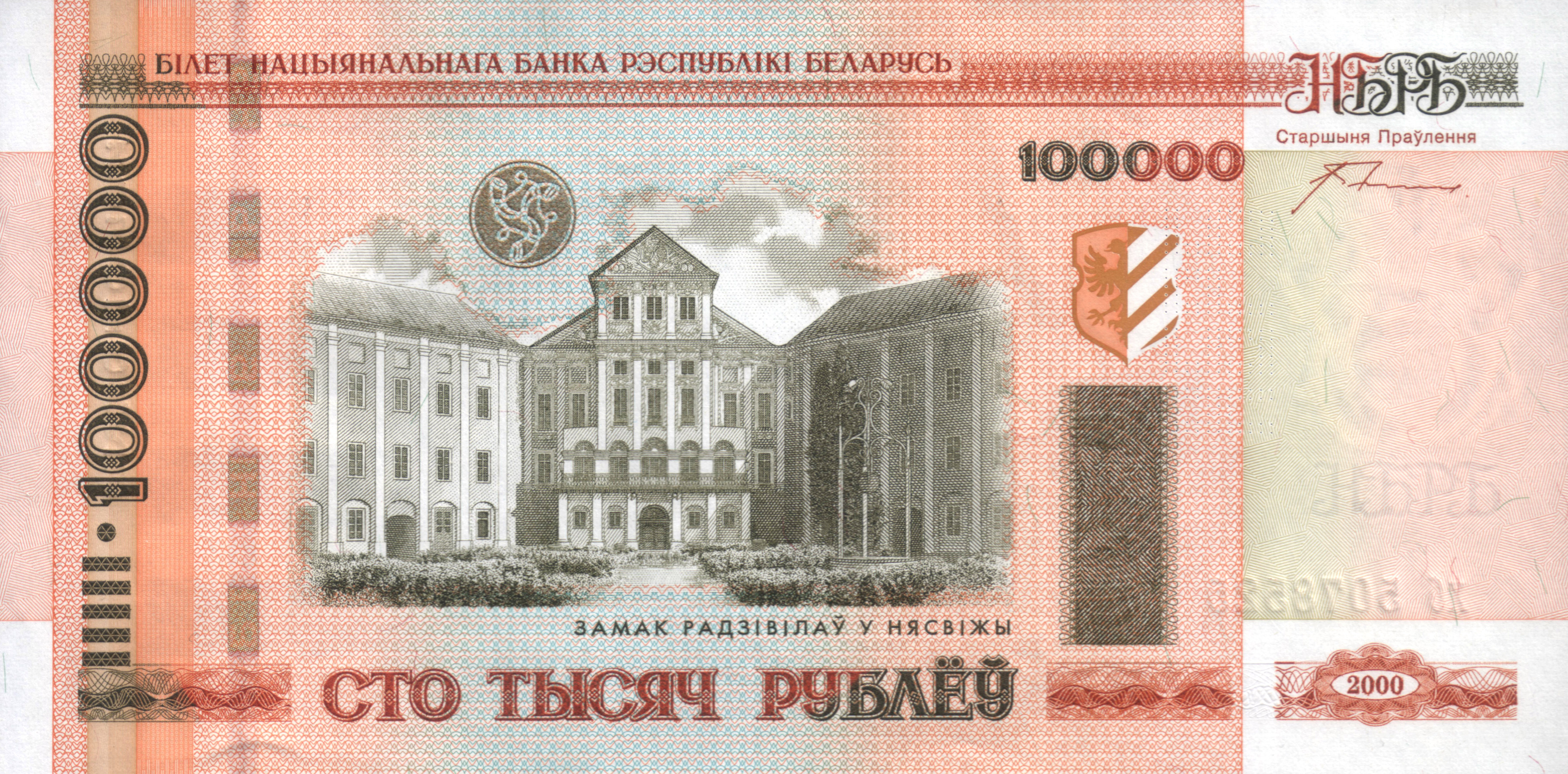
100 000 starych rubli białoruskich z 2005 r. z zamkiem w Nieświeżu

Rubel (ros. рубль – rubl; biał. рубе́ль – rubiel) – nazwa waluty używanej obecnie w Federacji Rosyjskiej, we własnych odmianach na Białorusi i Naddniestrzu (oficjalnie część Mołdawii) oraz w nieuznawanych republikach: Abchazji i Osetii Południowej (oficjalnie części Gruzji), Doniecku i Ługańsku (oficjalnie części Ukrainy).
Historycznie była to waluta Rosji carskiej i jej terytoriów zależnych (m.in. w Królestwie Polskim), potem także w ZSRR i przejściowo w niepodległych Tadżykistanie i na Łotwie.
Od 1704 roku rubel dzieli się na 100 kopiejek. Jest to wynik reformy Piotra Wielkiego, która poprzez decymalizację uczyniła go pierwszą na świecie walutą opartą na systemie dziesiętnym. Jako symbolu rubla rosyjskiego używa się znaku ₽.

## Nazwa
Według jednej z wersji nazwa rubla pochodzi od rosyjskiego czasownika рубить (rubiť, por. rąbać) – tj. odcinać czy odrąbywać fragment srebrnej grzywny.

## Historia rubla

### Od średniowiecza do Rosji carskiej
Rubel jako jednostka monetarna znany był już od XIII w., początkowo w Nowogrodzie Wielkim, był odpowiednikiem grzywny (nowogrodzkiej) srebra, emitowanym w postaci srebrnych sztabek i odpowiadał 200 diengom. Później pozostał jedynie jako jednostka obrachunkowa, równa nadal 200 diengom, a od 1534 r. 100 kopiejkom. Dopiero Aleksy I Romanow wybił w 1654 r. monetę talarową o wartości rubla. Na stałe jako moneta pojawił się od 1704 r., w wyniku reformy pieniężnej Piotra Wielkiego. Kolejne reformy pieniężne przeprowadzano w latach: 1769, 1839–1843, 1897, 1922–1924, 1947, 1961, 1991, 1993 i 1998.

### Po I wojnie światowej
Po zakończeniu wojny oddzielne waluty o nazwie „rubel” wprowadzone zostały m.in. w Armenii, Azerbejdżanie, Gruzji, Harbinie (dzisiejsze Chiny), na Łotwie, w Republice Dalekiego Wschodu, Turkiestanie.

### Związek Radziecki
W Związku Radzieckim od 1922 r. używany był rubel radziecki (SUR). W 1964 r. wprowadzono rubel transferowy jako walutę rozliczeniową między krajami RWPG. M.in. w 1961 miała miejsce denominacja rubla w stosunku 10:1.

### Lata 90. XX wieku
Po rozpadzie Związku Radzieckiego w niektórych byłych republikach radzieckich zostały wprowadzone waluty tymczasowe. Wśród nich dwie nosiły nazwę „rubel”:
- rubel łotewski (1992–1993),
- rubel tadżycki (1995–2000).

### Współczesność
Obecnie w użyciu są:
- rubel rosyjski (od 1998 RUB, 1992–1997 RUR) – używany także w Abchazji, Osetii Południowej, Donieckiej Republice Ludowej i Ługańskiej Republice Ludowej
- rubel białoruski (od 2016 BYN, 2000–2016 – BYR, 1992–1999 – BYB),
- rubel naddniestrzański (od 1994, symbol PRB nie jest włączony do normy ISO 4217).

W Doniecku w 2014 roku planowano wprowadzić nową walutę, rubla noworosyjskiego. Z planów tych zrezygnowano ostatecznie wprowadzając rubla rosyjskiego.